# Kejsi Shira
Kejsi Shira (ur. 28 listopada 1999) – albańska siatkarka, grająca na pozycji przyjmującej, reprezentantka kraju. 
Od 2016 roku zawodniczka SK Tirana. Powoływana do reprezentacji Albanii. Uczestniczyła m.in. w kwalifikacjach do mistrzostw Europy 2019. 